# Jungang-dong, Gunsan
Jungang-dong (koreanska: 중앙동) är en stadsdel i staden Gunsan i provinsen Norra Jeolla i den sydvästra delen av Sydkorea, 180 km söder om huvudstaden Seoul.